# جودي كوبر
جودي كوبر (بالإنجليزية: Jodie Cooper)‏ هي مركمجة أسترالية، ولدت في 4 مايو 1964.

## وصلات خارجية
- جودي كوبر على موقع EncyclopediaOfSurfing.com (الإنجليزية)